# Abril Pérez
Abril Pérez (fl. XIII secolo) è stato uno xograr compostelano della prima metà del XIII secolo.
Della sua opera poetica si conosce solo una composizione, una tenzone con Bernal de Bonaval nella quale viene messo a confronto il valore delle loro rispettive donne.